# Doraemon: Nobita no neji maki shitī bōken-ki
Doraemon: Nobita no neji maki shitī bōken-ki (ドラえもん のび太のねじ巻き都市冒険記?), è un film d'animazione del 1997 diretto da Fujiko Fujio.
Si tratta del diciottesimo film di Doraemon, distribuito nelle sale giapponesi l'8 marzo 1997.

## Trama
Doraemon ha vinto in una lotteria alcuni pianeti inutili nella fascia fra Marte e Giove. Recatosi a visitare uno dei pianeti insieme a Nobita ed agli altri amici, Doraemon scopre che il vento su quel pianeta è in grado di far vivere anche gli oggetti inanimati come i giocattoli. Nobita e gli altri allora decidono di portare in quel luogo i propri giocattoli per donargli la vita.